# Гинцбург, Мордехай Аарон
Мордехай Аарон Гинцбург (3 декабря 1795, Саланты Тельшевского уезда Ковенской губернии (ныне Салантай Кретингского района Литвы) — 5 ноября 1846, Вильна, Российская империя) — выдающийся еврейский писатель и переводчик.

## Биография
Его отец, Иегуда Ошер (1765—1823), один из первых по времени «маскилим» в России, не чужд был литературы. Хранившиеся у сына отцовские рукописи на древнееврейском языке, касавшиеся грамматики, алгебры и др., были утеряны во время большого пожара в Полангене в 1831 г.; из всех его произведений напечатаны только десять писем (в Debir, ч. II). Подробные сведения ο детстве и юношеских годах М. А. Гинцбурга имеются в его незаконченной автобиографии «Abieser», весьма ценной в смысле историко-бытового материала. Воспитание его шло путём, обычным у евреев Литвы и Польши начала XIX века, с тем только различием, что отец его уделял много забот основательному изучению сыном древнееврейского языка и Библии. В возрасте четырех был отдан в хедер, в семь лет уже посажен за Талмуд, затем стал изучать равв. письменность. Случайно попавшие в руки 13-летнего мальчика книги исторического содержания на древнееврейском языке (Zemach David, Scheerith Israel и др.) пробудили в нем интерес к истории; они же вскоре вызвали его первые пробы пера в обычном тогда выспренном стиле, которые не встретили одобрения со стороны отца, указывавшего на необходимость простоты и естественности изложения. Из других произведений светского характера, с которыми Гинцбург имел случай ознакомиться в юношеские годы, он в автобиографии упоминает о «Sefer ha-Berith» и евр. переводе «Федона» Мендельсона.
Подчиняясь обычаям того времени, отец Гинцбурга женил сына, когда тому едва минуло 15 лет. Гинцбург переселился в Шавли, в дом тестя. Преждевременный брак тщедушного мальчика с далеко опередившею его по своему физическому развитию девушкою явился началом мучительной драмы, ο которой Гинцбург с беспощадным реализмом повествует в «Abieser», первый энергично выступив против этого векового еврейского обычая. Гинцбург продолжал талмудические занятия, одно время увлекаясь и каббалою. Ознакомление с произведениями мендельсоновской школы укрепило в нем интерес к литературе. Значительное влияние на интеллектуальное развитие оказал старик-врач, с которым он сблизился в Шавлях. Гинцбург основательно изучил немецкий язык, много читал и стремился пополнить своё образование. В 1816 г. забота ο содержании семьи вынудила его переселиться в Поланген, где он работал частью в качестве меламеда, частью как переводчик на немецкий язык разных документов, представляемых в суд. Это, однако, не могло обеспечить ему хотя бы скудное пропитание. Начались годы скитаний в поисках хлеба. Гинцбург побывал в Вене, Мемеле, Либаве и т. д.; он вынужден был заниматься меламедством, давал уроки немецкого языка, одно время даже содержал трактир.
К 20-м годам относится начало его литературной деятельности. В 1823 г. появилось (в Вильне) его «Gelot Erez he-Chadascha» — история открытия Америки по Кампе. Издание этой книги связано было с разорительными для автора расходами: при отсутствии в то время в Вильне еврейской типографии ему пришлось купить для себя еврейский шрифт и по отпечатывании книги продать его за бесценок. В 1829 году, после ряда тщетных попыток устроиться где-либо в Курляндии, Гинцбург окончательно поселился в Вильне; на первых порах он давал здесь частные уроки, а впоследствии сообща с С. Залкиндом открыл училище. Вместе с тем расширилась его литературная деятельность. В 1835 г. он выпустил «Toldoth Bnei ha-Adam» — перевод части всеобщей истории Пэлитца, «Kiriath Sefer», собрание писем (часть которых принадлежит перу А. Закгейма), в 1837 году — евр. перевод послания Филона Александрийского к Каю Калигуле, в 1839 г. — «Itothei Russia» (история России), в 1842 г. — «Hazarfatim be-Russia» (история похода Наполеона в Россию). Некоторые из этих произведений нашли довольно значительный сбыт, и тогда материальное положение их автора улучшилось.

## Литературное творчество
Литературные заслуги Гинцбурга снискали ему в Вильне многочисленных поклонников и друзей; он стал одним из влиятельнейших и наиболее уважаемых членов местного кружка интеллигентов.

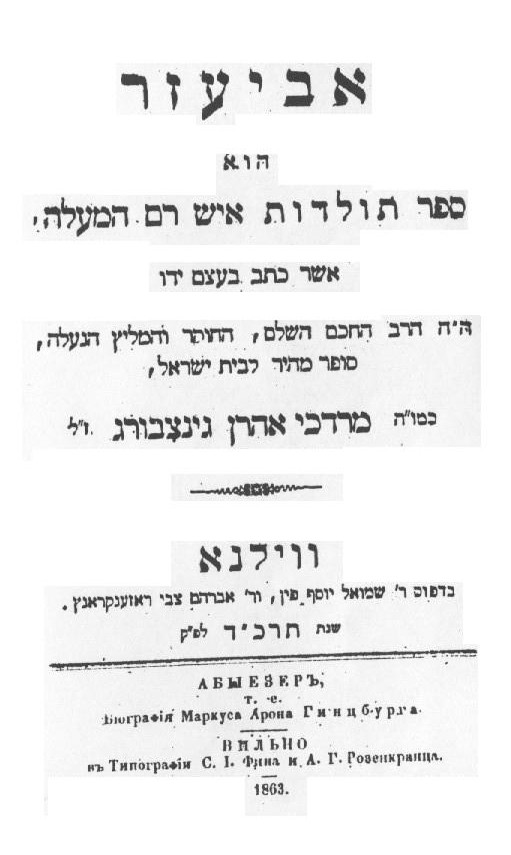

В 1844 году им выпущен в свет «Debir», сборник писем и статей, частью переведенных с немецкого языка, в 1845 г. — «Piha-cheiruth» (история войн 1813—1815 гг.). Смерть Гинцбурга глубоко опечалила его друзей и поклонников; бестактное поведение виленского маггида-проповедника во время похорон вызвало негодование со стороны местных интеллигентов и содействовало устройству ими для себя отдельной синагоги «Taharath hakodesch». Кончина Гинцбурга вызвала целую поминальную литературу («Kinath Sofrim» A. Б. Лебензона, «Kol Bochim» B. Тугендгольда и К. Шульмана, стихотворения М. Лебензона, С. Залкинда, В. Каплана и др.). Виленские друзья писателя одно время предполагали издать все оставшиеся после него многочисленные рукописи, однако мысль эта не была приведена в исполнение. Часть его литературного наследия издана была его братом при содействии его ученика Я. Каценельсона: в 1860 г. — «Chamath Dameschek» (об известном обвинении против евреев в Дамаске 1840 г.) и «Jemei ha-Dor» (новейшая история Европы), в 1864 г. — «Abieser» и "Tikun Labann ha-Arami (о проделках мнимых чудодеев). Теми же лицами в 1862 г. выпущена вторая часть «Debir», обнимающая преимущественно переписку Гинцбурга, которая имеет крупный биографический и историко-культурный интерес; однако издатель многочисленными купюрами, опущением дат и имен сильно умалил значение книги. В 1878 г. Л. Шапиро выпустил в Варшаве «Hamoriah» — сборник четырех статей Гинцбурга. Большинство произведений его переиздавались много раз.
Произведения Гинцбурга, в своё время немало содействовавшие распространению в еврейских читающих кругах знания, преимущественно исторического, в настоящее время не могли не утратить значения, но за автором их остается неизгладимая в истории еврейской литературы заслуга как родоначальника нового еврейского литературного стиля. Когда Гинцбург вступил на арену еврейской литературы, в ней безраздельно царил неестественный, крайне безвкусный стиль, отличавшийся от языка раввинских респонсов лишь тем, что писатели — «маскилим» — уснащали свою речь оборотами, выражениями и целыми стихами из Библии, а не из Талмуда. Это было время господства риторики и напыщенной фразы, в которой утопала мысль. В многочисленных своих письмах и заметках Гинцбург ратует за простоту и естественность языка; он не ограничивается одною проповедью, а целым рядом своих произведений создает плавный и изящный прозаический стиль, чуждый риторики, гиперболизма и манеры нанизывания библейских слов. Он не отступает перед заимствованием из лексикона Мишны таких выражений, которые ближе и точнее, чем библейские, передают необходимый оттенок данного понятия; он не пугается даже обвинений в германизме. Логическая стройность, соответствие между мыслью и её выражением, естественность и простота — таковы требования, неустанно предъявлявшиеся Гинцбургом к литературному слогу, и мастерский пример осуществления этих необходимых качеств он дал в своих произведениях, которые оказали значительное влияние на ход развития новоеврейского литературного языка и освобождение его из тисков риторики.

## Религиозные и общественные взгляды
По своим религиозным и общественным взглядам Гинцбург принадлежал к более умеренной части современной ему интеллигенции. Пережив мучительный период религиозных сомнений, он приходит к примирению с традиционными основами, исторгающему у него восклицание: «Воистину, существует Бог!» (Abieser, стр. 153). Он одинаково ополчается против религиозного фанатизма и суеверия, как и против нарушения религиозных предписаний. По свидетельству А. Б. Лебензона, Гинцбург в своем личном обиходе пунктуально соблюдал все религиозные обряды.
В противоположность В. Мандельштаму, который метал (в «Chason lamoed») громы и молнии против тогдашних русских раввинов и даже рекомендовал доктору Лилиенталю предложить правительству пригласить на помощь делу просвещения раввинов из Германии, Гинцбург, целясь в Лилиенталя, писал по адресу немецких раввинов: «Господа доктора, если вы явились к нам для светского обучения, для произнесения проповедей, то вы найдете усердных слушателей, но для раввинства у нас требуется — Тора, Тора и Тора; хотя бы сам Аристотель восстал из гроба, мы встретим его с глубочайшим почетом и вниманием, но раввином его не признаем!» (Наmoriah, стр. 44). Против известного печатного воззвания Лилиенталя «Magid Jeschuah» Гинцбург выступил с псевдонимной брошюрою «Magid Emeth» (Лейпциг, 1843), где высказывает по его адресу ряд упреков в незнании и непонимании условий жизни русских евреев. Правда, здесь местами звучат некоторые нотки уязвленного самолюбия (вызванные недостаточным, по его мнению, вниманием Лилиенталя к местным деятелям на поприще просвещения евреев в России); тем не менее в основе этой полемики лежало принципиальное разногласие по ряду основных вопросов и убеждение Гинцбурга, что просвещение евреев в России может и должно быть делом передовых элементов русского же еврейства, а не евреев иноземных, слишком мало знакомых с бытом своих единоплеменников в России. Расходясь во многом с более радикальною частью современной ему интеллигенции, Гинцбург только в одном был с нею вполне согласен, именно в том огромном значении, какое она придавала необходимости воспрещения еврейского платья; в этой мере он усматривал чуть ли не панацею против всех зол тогдашней еврейской жизни.
Элегией на смерть Мордехая Аарона Гинцбурга дебютировал в литературе еврейский поэт Михель Гордон.